# 19 BEST LIVE Audio use only
『19 BEST LIVE Audio use only』（19ベスト・ライブ・オーディオ・ユーズオンリー）は、19初のライブ・アルバム。2002年7月24日にビクターエンタテインメントから発売された。

## 概要
3年の活動期間を終えた19解散後に発売された初のライブ・アルバムは、「西暦前進2000年→大爆進ツアー」「19少年漂流記→無限大 tour to 2001→」「19少年漂流記 第2章 2001」3つのツアーから選曲された。

## 収録曲
1. 『果てのない道』
2. 西暦前進 2000年→
3. キネマ
4. すべてへ
5. 瞬間概念
6. ありあまる地上の憂鬱とよろこび
7. ビルはほど遠い街
8. 以心伝心
9. 小田急柿生
10. スマイル
11. あの紙ヒコーキ くもり空わって
12. 水･陸･そら、無限大